# Jordi Pinell i Pons
Jordi Pinell i Pons (Barcelona, 1921 - Montserrat, 1997) va ser escriptor de teatre, poesia i assaig, liturgista i monjo de Montserrat.
Interessat per l'escriptura des de ben jove, de nom civil Joan, va estudiar comptabilitat i va treballar en diverses empreses. Va entrar a Montserrat el 1945, va professar com a monjo el 1950 i va ser ordenat sacerdot el 1953. Des del 1951 es va ocupar de la revista Serra d'Or, i en va ser director des de 1959 i durant tres anys. Va passar uns anys Roma, on el 1966 va defensar la tesi sobre les hores de vigília als monestirs hispànics. Va ser professor de litúrgia al Pontifici Institut de Litúrgia de Sant Anselm i de literatura catalana a la Universitat de Roma La Sapienza des del 1979 al 1986. El 1991 emmalaltí i tornà a Montserrat, on tingué Josep-Miquel Bausset d'infermer.
Va fer diverses obres de teatre, treballs de poesia, estudis sobre litúrgia, assaigs sobre Carles Riba i Jacint Verdaguer i la novel·la L'últim que retrata el barri romà de Trullo.